# ループレヒト (プファルツ＝フェルデンツ公)
ループレヒト（ドイツ語：Ruprecht, 1506年 - 1544年7月28日）は、プファルツ＝フェルデンツ公（在位：1543年 - 1544年）。プファルツ＝ツヴァイブリュッケン家の分家プファルツ＝フェルデンツ家の祖である。

## 生涯
ループレヒトは、プファルツ＝ツヴァイブリュッケン公アレクサンダー（1462年 - 1514年）と、ホーエンローエ＝ノイエンシュタイン伯クラフト6世の娘マルガレーテ（1480年 - 1522年）との間に次男として生まれた。アレクサンダーは遺言でプファルツ＝ツヴァイブリュッケン公領の長子相続権を定めており、その長子権はループレヒトの兄であるプファルツ＝ツヴァイブリュッケン公ルートヴィヒ2世の手に渡った。ループレヒトは聖職者になることが定められており、マインツ、ケルン、ストラスブールの律修司祭となった。これらの地位に加えて、兄ルートヴィヒ2世は1524年にミヒェルスブルクの聖レミギウス修道院、1526年にはラウテレッケンからの収入をループレヒトに与えた。しかし1529年にループレヒトは聖職の地位をすべて放棄すると宣言した。
兄ルートヴィヒの死後、ループレヒトは1533年から1543年まで未成年の甥ヴォルフガングのためプファルツ＝ツヴァイブリュッケン公領の摂政を、当初はヴォルフガングの母エリーザベト・フォン・ヘッセンとともに、エリーザベトが再婚した1540年以降は単独で務めた。
兄のルートヴィヒと同様に、ループレヒトも宗教改革に傾倒していた。ループレヒトは、兄よりも宗教改革の考えをより決定的に示した。ループレヒトはヨハン・シュヴェーベルにプファルツ＝ツヴァイブリュッケンのために新しい教会秩序の作成を依頼し、教会の礼拝でドイツ語を使用するよう命じた。
1540年、ループレヒトはプファルツ＝ジンメルン公ヨハン2世からグレーフェンシュタインの支配権を獲得し、宗教改革を導入した。
1543年10月3日のマールブルク条約において、成年を宣言されたばかりのプファルツ＝ツヴァイブリュッケン公ヴォルフガングは、叔父で後見人であったループレヒトとその子孫に、ラウターエッケンとフェルデンツ、クーゼル近郊のレミギウスベルクおよびイェッテンバッハを領地として与えた。これにより1553年のハイデルベルク継承条約により加えられたリュッツェルシュタイン伯領、グッテンベルク領の半分およびアルゼンツの3分の2を含むプファルツ＝フェルデンツ公領が創設され、この公領は1694年まで存続した。
ループレヒトは1544年にグレーフェンシュタイン城で死去し、ツヴァイブリュッケンのアレクサンダー教会に埋葬された。

## 結婚と子女
1537年6月28日にザルム＝キルブルク伯ヨハン7世の娘ウルズラ（1515年 - 1601年）と結婚し、以下の子女をもうけた。
- アンナ（1540年 - 1586年） - 1558年にバーデン＝ドゥルラハ辺境伯カール2世と結婚
- ゲオルク・ヨハン1世（1543年 - 1592年） - プファルツ＝フェルデンツ公
- ウルズラ（1543年 - 1578年） - 1578年にダウン＝ファルケンシュタイン伯ヴィリッヒ6世（1539年 - 1598年）と結婚